# Radicaal 83
Radicaal 83 is een van de 34 van de 214 Kangxi-radicalen dat bestaat uit vier strepen.
In het Kangxi-woordenboek zijn er 10 karakters die dit radicaal gebruiken.

## Karakters met het radicaal 83
| Strepen | Karakter |
| ------- | -------- |
| + 0     | 氏       |
| + 1     | 氐 民    |
| + 2     | 氒       |
| + 4     | 氓       |